# Široký Důl
Široký Důl (německy Breitenthal) je obec v okrese Svitavy v Pardubickém kraji. Žije zde 400 obyvatel.

## Historie
První písemná zmínka o obci pochází z roku 1269. Obec byla založena lokátorem, najatým premonstrátským klášterem v Litomyšli, a proto rozvržení její zástavby odpovídá lesní lánové vsi.
V roce 1820 byla v Širokém Dole zřízena filiální škola Sebranic s přiškolením Stříteže.

## Exulanti
Stejně jako z okolních obcí (Dolní Újezd, Vlčkov aj.) odcházeli v době pobělohorské do exilu i nekatolíci z Širokého Dolu. V dobách protireformace (doba temna) žili poddaní ve strachu z toho, že opustí-li víru svých předků, nebudou spaseni, ale budou-li se jí držet, ztratí děti, svobodu nebo svůj život. Ze Širokého Dolu prokazatelně uprchli: Václav Břen, Anna Krejčová, rozená Břenová, Pavel Pulkrábek, Václav Pulkrábek a Jan Kopecký. Potomci exulantů žijí v Německu, Polsku, USA, Kanadě, Austrálii i jinde. Ne všechny zahraniční archivy jsou probádány.

## Obyvatelstvo
| Rok            | 1869 | 1880 | 1890 | 1900 | 1910 | 1921 | 1930 | 1950 | 1961 | 1970 | 1980 | 1991 | 2001 | 2011 | 2021 |
| -------------- | ---- | ---- | ---- | ---- | ---- | ---- | ---- | ---- | ---- | ---- | ---- | ---- | ---- | ---- | ---- |
| Počet obyvatel | 654  | 660  | 596  | 585  | 576  | 570  | 529  | 394  | 373  | 345  | 342  | 358  | 360  | 373  | 398  |
| Počet domů     | 104  | 105  | 105  | 104  | 105  | 105  | 110  | 108  | 94   | 88   | 81   | 94   | 116  | 127  | 134  |

## Obecní správa

### Obecní symboly
Znak a vlajka byly obci uděleny rozhodnutím předsedy Poslanecké sněmovny Parlamentu České republiky dne 11. dubna 2008.

## Pamětihodnosti
- Kostel svatého Jana Křtitele
- Pazderna
- Venkovská usedlost čp. 33
- Stodola polygonální u čp. 4
- Evangelický hřbitov